# کمی و کیفی
در ریاضیات،‌ دو دیدگاه برای انجام عمل تقسیم وجود دارد.
در دیدگاه کمی در مورد تعداد سوال میشود؛
در دیدگاه کیفی در مورد اندازه هر قسمت سوال میشود.
به عنوان مثال، عبارت:
۲ ÷ ۶
میتواند به دو شکل تفسیر شود:
۱. چند قسمت ۲تایی، باهم جمع شوند تا عدد ۶ حاصل شود؟
(دیدگاه کمی)
به اینصورت که:
۲ + ۲ + ۲ = ۲ ÷ ۶

از آنجایی که،‌ ۳ قسمت، ۲‌تایی باهم جمع شده‌اند، میتوان نتیجه گرفت که جواب ۳ است.
۳ = ۲ ÷ ۶
۲. اگر عدد ۶ را به ۲ قسمت مساوی تقسیم کنیم،‌ اندازه هر قسمت چقدر است؟
(دیدگاه کیفی)
به اینصورت که:
۳ + ۳ = ۲ ÷ ۶

از آنجایی که، اندازه هر قسمت برابر ۳ است، میتوان نتیجه گرفت که جواب ۳ است.
۳ = ۲ ÷ ۶
در واقع از هر دو دیدگاه،‌ جواب ۲ ÷ ۶ همیشه برابر ۳ است.

## همچنین ببینید
- لیست مباحث مربوط به پارتیشن

## لینک های خارجی
- یک صفحه وب دانشگاهی ملبورن بایگانی‌شده  در ۱ مه ۲۰۱۳ توسط Wayback Machine نشان می دهد چه چیزی باید انجام دهد وقتی که کسری نسبت یک عدد صحیح یا منطقی باشد.